# Trolejbusy w Biel/Bienne
Trolejbusy w Biel/Bienne − system komunikacji trolejbusowej działający w szwajcarskim mieście Biel/Bienne.

## Historia
Pierwszą linię trolejbusową o długości 3,4 km uruchomiono 19 października 1940 na trasie Bahnhof − Mett. Linia ta zastąpiła linię tramwajową. 16 października 1948 uruchomiono linię trolejbusową do Nidau. W kolejnym miesiącu uruchomiono linię do Bözingen. Obie linie trolejbusowe do Nidau i do Bözingen zastąpiły linie tramwajowe. 25 sierpnia 1955 uruchomiono linię nr 3. Kolejną trasę uruchomiono 22 maja 1966. Uruchomiona linia trolejbusowa nr 4 o długości 4,1 km kursowała do Vorhölzi. W 1997 liczbę tras zmniejszono z 3 do 2.

## Linie
Obecnie w Biel/Benne istnieją dwie linie trolejbusowe:
- 1: Vorhölzli/Bois-Devant - Bahnhof/Gare - Eisbahn/Patinoire
- 4: Nidau - Bahnhof/Gare - Löhre/Mauchamp

## Tabor
W 1958 posiadano 25 trolejbusów o długości 10 m. W 1966 dostarczono 10 trolejbusów. W 1980 zakupiono 7 dwuosiowych trolejbusów. Kolejne trolejbusy do Biel/Benne w liczbie 6 sztuk dotarły w latach 1985−1989, były to trolejbusy przegubowe. Od początku lat 80. XX w. rozpoczęto wycofywanie starszych typów trolejbusów. W 1996 został wycofany jeden z trolejbusów o nr 61 i został zastąpiony prototypowym trolejbusem Swisstrolley o nr 80, który w 2008 został sprzedany do Mediaș. W 2008 zakupiono 10 niskopodłogowych trolejbusów, które zastąpiły 12 starszych trolejbusów. Obecnie w Biel/Benne eksploatowanych jest 20 trolejbusów:
- Hess/Vossloh-Kiepe − 10 trolejbusów o nr 51−60, produkcja 2008
- NAW/Hess/ABB GN − 10 trolejbusów o nr 81−90 z 1997